# Roland Persson

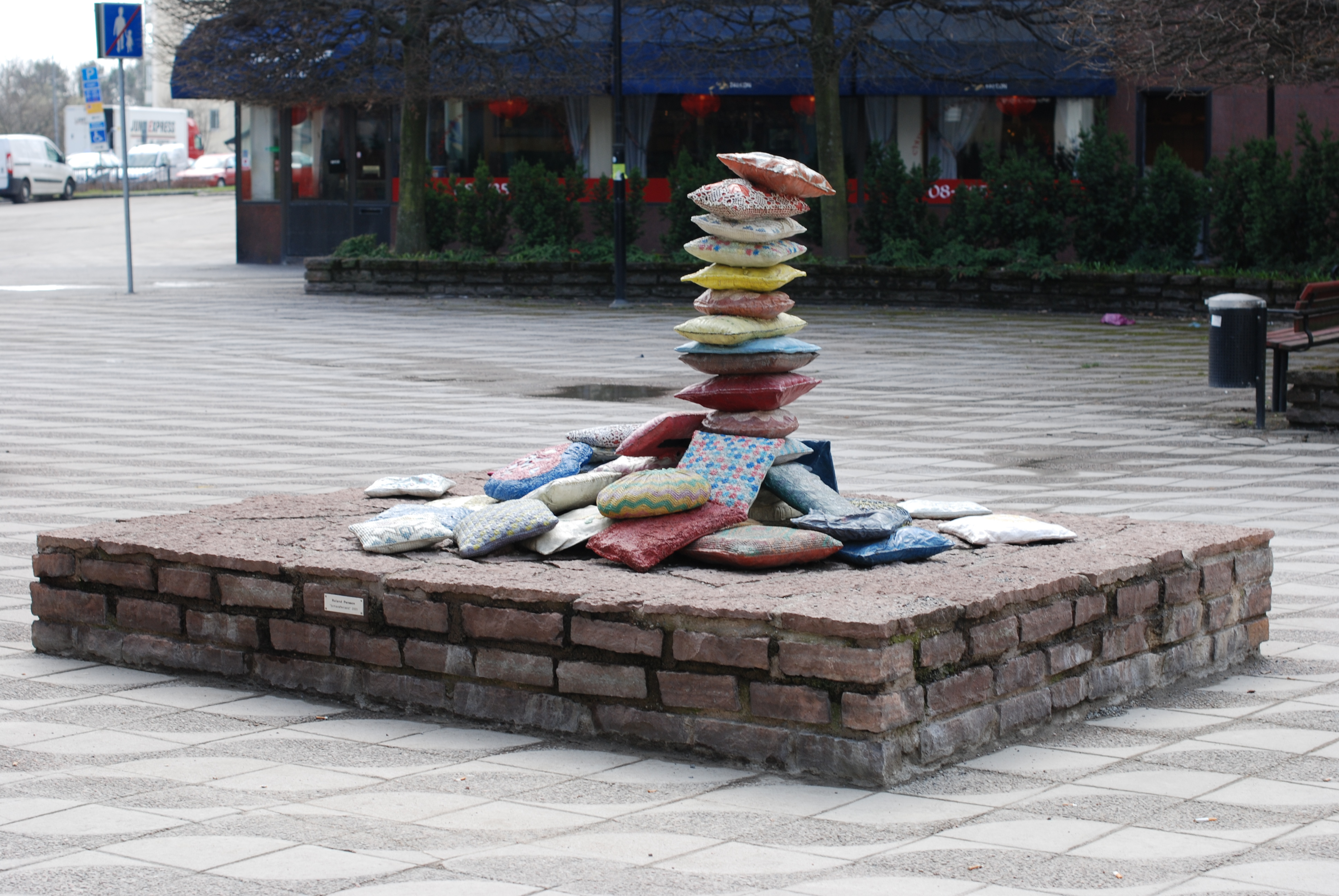
Roland Persson, Schlaraffenland, 2001

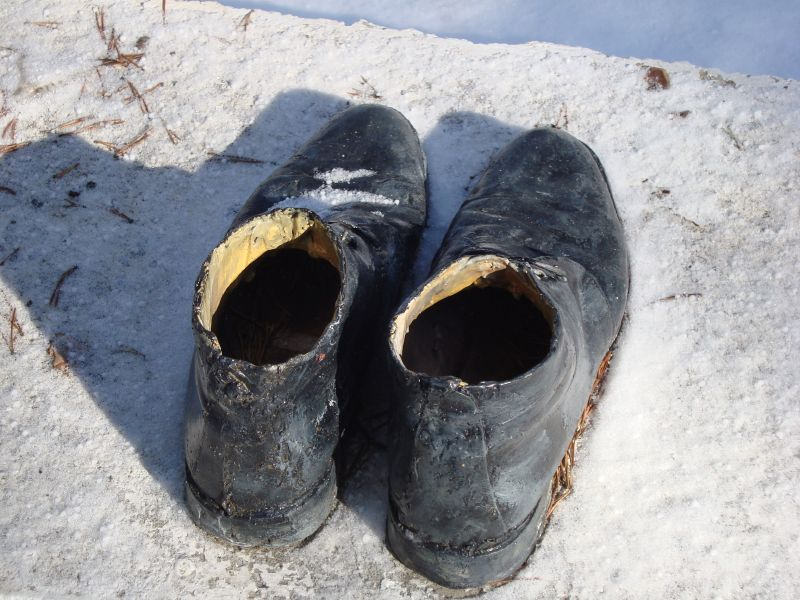
Detalj av Utan titel i Umedalens skulpturpark

Per Roland Persson, född 9 augusti 1963 i Hudiksvall, är en svensk skulptör.
Roland Persson utbildade sig på Konsthögskolan i Umeå 1987-93 och på Kungliga konsthögskolan 1999.  Han hade sin första separatutställning år 1993 på Galleri CC i Örnsköldsvik.

## Offentliga verk i urval
- Utan titel, målad brons, 1998, i Umedalens skulpturpark.
- Schlaraffenland, målad brons, 2001, Johan Enbergs Plats i Solna.
- Rekvisita, förzinkat brons, 2002, fyra atriumgårdar i Forumhuset, Humanistiska institutionen, på Örebro universitet.
- In between, glasväggar, träd och silikongummi, 2006,Tunnelbanestation T-centralens biljetthall mot Sergels Torg i Stockholm.[1]
- Natura Armarium, 2007, till minne av Carl von Linné, Vasaparken i Uppsala.[1]
- Att flyga, 2008, Emmaskolan i Hammarkullen i Göteborg.[1]
- In the Shade of the Sun, 2012 i Växjö.[1]
- The stage, 2013, Vallargärdesskolan i Karlstad.[1]
- Happy camper, 2013, Norregårdskolan i Växjö.[1]
- Pause, 2014, Norrtälje konsthall.
- Expeditionen, 2014, Mariehällsskolan i Västerort.[2]

- Skulpturer i förvandling, 2016, Lotsens förskola, Nacka, Stockholm.
- Mötet och Listener, 2017, Täby Nya Kommunhus, Stockholm.
- Rinnande mönster, 2017, Stortorget, Örebro.
- Måndag till Söndag, 2018, Kvarteret städet Värnamo.
- Fragile, 2019, Mariastaden, Helsingborg.
- Goddag Goddag (eller de ser ut att ha så roligt) 2019 Vildmarkens förskola, Borås.
- Kompositionen, 2020, Höglandssjukhuset, Eksjö.
- Draperad Poesi, 2021, Paradisparken, Borlänge.
- Persson är representerad vid bland annat Statens konstråd och Göteborgs konstmuseum[3]. Kiasma, (museum för samtidskonst i centrum av Helsingfors och en del av Nationalgalleriet.) Amos Anderssons Konstmuseum, Helsingfors Finland. EMMA Museum, Helsingfors Finland.